# ماركوس هاهنيمان

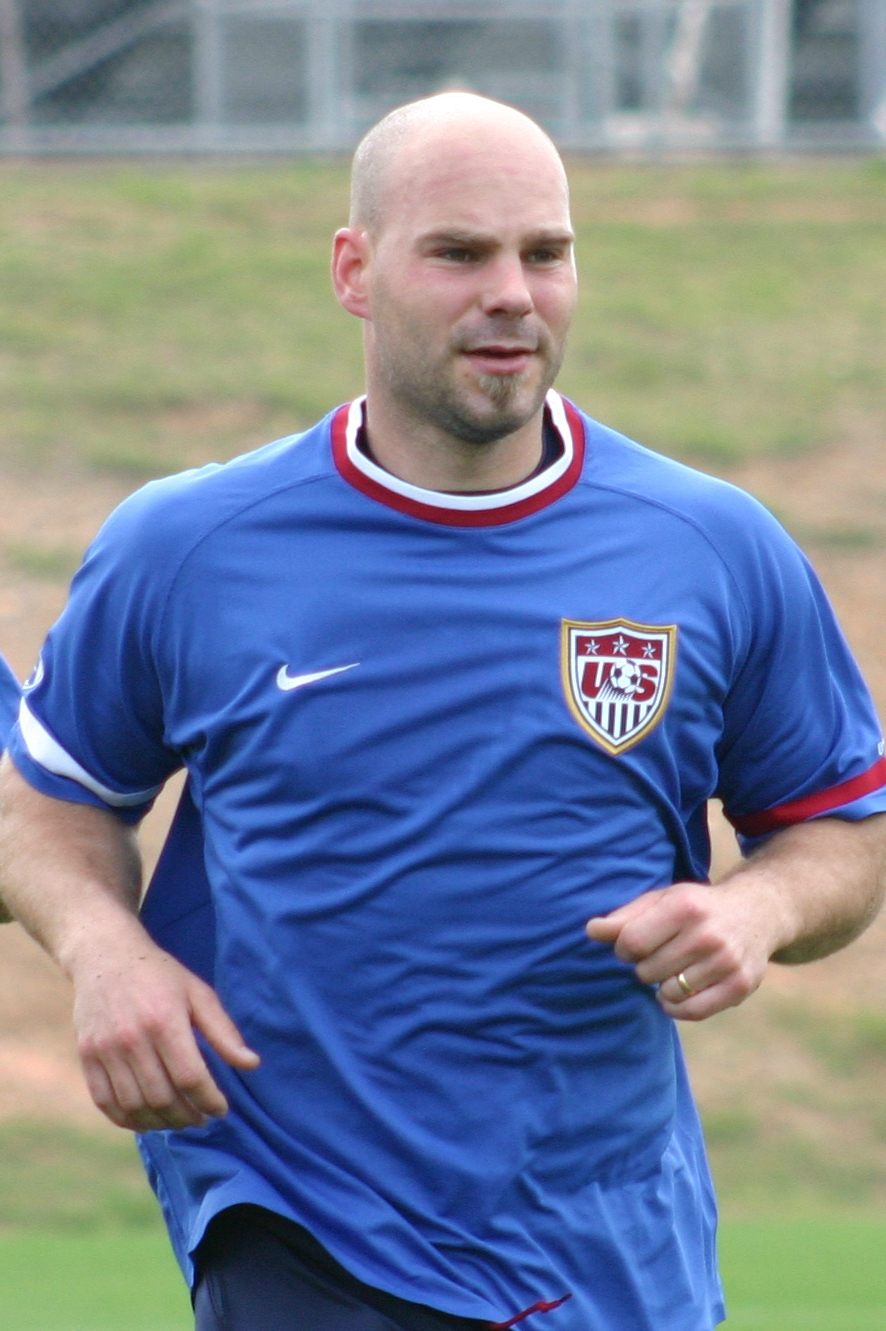
ماركوس هاهنيمان

ماركوس أوغستس هاهنيمان (بالألمانية: Marcus Hahnemann)‏، من مواليد 15 يونيو 1972 في سياتل في الولايات المتحدة الأمريكية، لاعب كرة قدم أمريكي.
بدأ مسيرته الكروية مع نادي سياتل ساوندرز في عام 1994، ولعب معهم حتى عام 1997، وفي عام 1997 انتقل إلى نادي كولورادو رابيدز، ولعب معهم حتى عام 1999، وشارك معهم في 66 مباراة، وفي عام 1999 انتقل إلى نادي فولهام الإنجليزي، ولعب معهم حتى عام 2002، وشارك معهم في مباراتين، في عام 2001 أعير إلى نادي روتشادل الإنجليزي، ولعب معهم 5 مباريات، وفي موسم 2001/2002 أعير إلى نادي ريدينغ الإنجليزي، ولعب معهم 6 مباريات، وفي عام 2002 انتقل إلى نادي ريدينغ الإنجليزي، وهو يلعب معهم حتى الآن.
و قد بدأ باللعب مع منتخب الولايات المتحدة لكرة القدم في عام 1994.

## روابط خارجية
- ماركوس هاهنيمان على موقع الاتحاد الدولي (مؤرشف)  (الإنجليزية)
- ماركوس هاهنيمان على موقع الدوري الأمريكي (الإنجليزية)
- ماركوس هاهنيمان على موقع قاعدة بيانات كرة القدم.إي يو (الإنجليزية)
- ماركوس هاهنيمان على موقع ناشيونال فوتبول تيمز (الإنجليزية)
- ماركوس هاهنيمان على موقع Soccerbase.com (لاعب) (الإنجليزية)
- ماركوس هاهنيمان على موقع Soccerway.com (الإنجليزية)
- ماركوس هاهنيمان على موقع عالم كرة القدم.نت (الإنجليزية)
- ماركوس هاهنيمان على موقع كووورة